# Поляков Сергій Юрійович
Сергій Юрійович Поляков (рос. Сергей Юрьевич Поляков; 16 лютого 1975, Ягодинка, РРФСР — 2 лютого 2023, Волноваський район, Україна) — російський офіцер, полковник ЗС РФ. Герой Російської Федерації.

## Біографія
В 1992 році вступив в Далекосхідне вище загальновійськове командне училище. Після закінчення училища в 1996 році служив у військах спеціального призначення, в тому числі в 346-й окремій бригаді спецпризначення. Двічі брав участь у збройному конфлікті на Північному Кавказі, під час другого відрядження був важко поранений. Після закінчення Загальновійськової академії ЗС РФ служив в 22-й окремій бригаді спецпризначення. Півроку провів в Сирії. У травні-червні 2016 року разом зі своїм підрозділом перебував у тимчасово окупованих районах Донецької і Луганської області. З 2017 року — викладач Рязанського повітрянодесантного командного училища. З 2020 року — командир 14-ї окремої бригади спецпризначення. В січні 2022 року брав участь в операції ОДКБ в Казахстані, з 24 лютого 2022 року — у вторгненні в Україну. Бійці бригади Полякова брали участь у вбивстві мирного населення в Бучі. Убитий під Вугледаром. Похований в Прохладному. 

## Нагороди
- Медаль ордена «За заслуги перед Вітчизною» 2-го ступеня з мечами (2006)
- Орден Мужності
- Медаль «За відзнаку у військовій службі» 3-го, 2-го і 1-го ступеня (20 років)
- Медаль «Учаснику військової операції в Сирії»
- Звання «Герой Російської Федерації» (8 травня 2023, посмертно) — «за мужність і героїзм, проявлені під час виконання військового обов'язку.»

## Вшанування пам'яті
Ім'я Полякова внесене на обеліск Слави в Хабаровську і на стелу випускників Далекосхідного вищого загальновійськового командного училища в Благовєщенську.